# Milorad Stanulov
Milorad Stanulov (ur. 25 lutego 1953 w Zrenjaninie) – serbski wioślarz, reprezentujący Jugosławię, dwukrotny medalista olimpijski oraz brązowy medalista mistrzostw świata.

## Kariera
Wystąpił na igrzyskach olimpijskich w Moskwie w 1980, gdzie razem z Zoranem Pančićem zdobył srebrny medal w dwójkach podwójnych. W finale uplasowali się o 2,01 sekundy za osadą NRD i o 2,73 sekundy przed osadą Czechosłowacji. Brał też udział w igrzyskach olimpijskich w Los Angeles w 1984, gdzie Pančić i Stanulov zdobyli brązowy medal w dwójkach podwójnych. Tym razem w finale lepsza o 2,72 sekundy okazała się dwójka USA, a o 1,40 sekundy szybsi byli Belgowie.
Na mistrzostwach świata w Cambridge (1978) zdobył brązowy medal w jedynkach. Wyprzedzili go jedynie Peter-Michael Kolbe z RFN i Rüdiger Reiche z NRD.
Ponadto wywalczył złoty medal w jedynkach na igrzyskach śródziemnomorskich w Splicie w 1979.